# Chasseneuil
Pour les articles homonymes, voir Chasseneuil (homonymie).
Chasseneuil, parfois appelée Chasseneuil-en-Berry est une commune française située dans le département de l'Indre, en région Centre-Val de Loire.

## Géographie

### Localisation
La commune est située dans le sud du département, dans la région naturelle du Boischaut Sud.
Les communes limitrophes sont : Le Pont-Chrétien-Chabenet (2 km), Tendu (5 km), Saint-Gaultier (6 km), Nuret-le-Ferron (6 km), La Pérouille (6 km) et Thenay (6 km).
Les communes chefs-lieux et préfectorales sont : Argenton-sur-Creuse (7 km), Châteauroux (24 km), Le Blanc (33 km), La Châtre (38 km) et Issoudun (50 km).

### Hameaux et lieux-dits
Les hameaux et lieux-dits de la commune sont : Neuville, le Cluzeau, l'Épinat, le Creux, Voluais, le Saulier, Montusson, Pommusson, les Romarins, le Bois-Certat, les Tailles, les Pinons, les Prins, les Vignes, la Villefranche, le Plessis, les Pez, les Quinquenets, les Ligeards, le Terrier Neuville, les Tailles, la Philipière, les Dauphins, les Prots, les Bois Communaux et la Jalousie.

### Géologie et hydrographie
La commune est classée en zone de sismicité 2, correspondant à une sismicité faible.
Le territoire communal est arrosé par les rivières : Creuse, Bouzanne et Bouzanteuil. Le confluent de ces deux cours d'eau (Creuse et Bouzanne) est sur le territoire de la commune.

### Climat
Pour des articles plus généraux, voir Climat du Centre-Val de Loire et Climat de l'Indre.
En 2010, le climat de la commune est de type climat océanique dégradé des plaines du Centre et du Nord, selon une étude du CNRS s'appuyant sur une série de données couvrant la période 1971-2000. En 2020, Météo-France publie une typologie des climats de la France métropolitaine dans laquelle la commune est exposée à un climat océanique altéré et est dans la région climatique Centre et contreforts nord du Massif Central, caractérisée par un air sec en été et un bon ensoleillement.
Pour la période 1971-2000, la température annuelle moyenne est de 11,6 °C, avec une amplitude thermique annuelle de 15,3 °C. Le cumul annuel moyen de précipitations est de 782 mm, avec 11,7 jours de précipitations en janvier et 7,2 jours en juillet. Pour la période 1991-2020, la température moyenne annuelle observée sur la station météorologique de Météo-France la plus proche, sur la commune de Rosnay à 22 km à vol d'oiseau, est de 12,5 °C et le cumul annuel moyen de précipitations est de 720,9 mm,. Pour l'avenir, les paramètres climatiques de la commune estimés pour 2050 selon différents scénarios d'émission de gaz à effet de serre sont consultables sur un site dédié publié par Météo-France en novembre 2022.

### Voies de communication et transports
Le territoire communal est desservi par les routes départementales : 1, 1A, 129, 134, 927 et 951.
La ligne des Aubrais - Orléans à Montauban-Ville-Bourbon passe par le territoire communal. La gare ferroviaire la plus proche est la gare d'Argenton-sur-Creuse, à 12 km.
Chasseneuil est desservie par la ligne N du Réseau de mobilité interurbaine.
L'aéroport le plus proche est l'aéroport de Châteauroux-Centre, à 32 km.

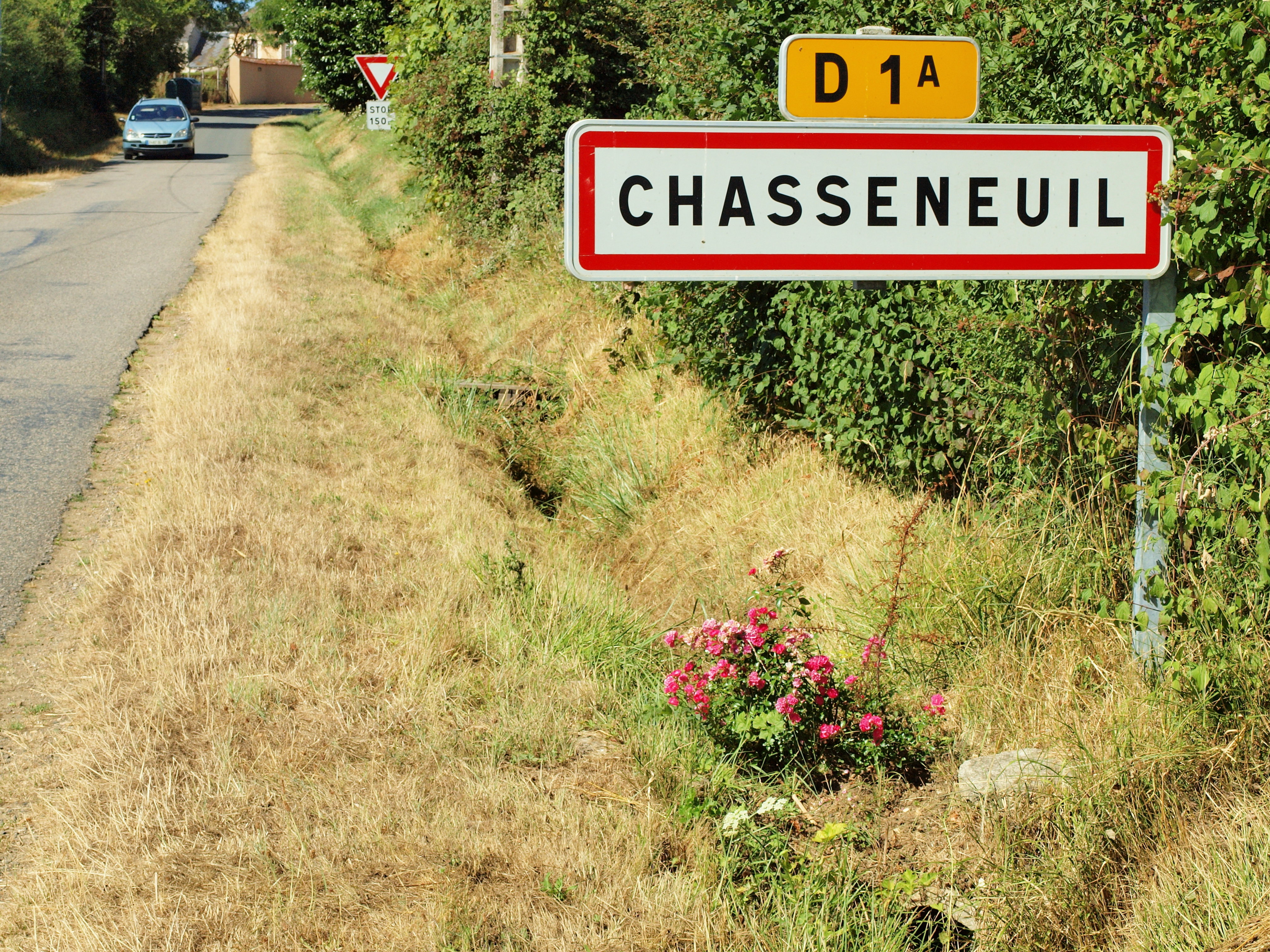
Le panneau d'entrée d'agglomération en 2016.

## Urbanisme

### Typologie
Au 1er janvier 2024, Chasseneuil est catégorisée commune rurale à habitat très dispersé, selon la nouvelle grille communale de densité à sept niveaux définie par l'Insee en 2022.
Elle est située hors unité urbaine. Par ailleurs la commune fait partie de l'aire d'attraction de Châteauroux, dont elle est une commune de la couronne,. Cette aire, qui regroupe 71 communes, est catégorisée dans les aires de 50 000 à moins de 200 000 habitants,.

### Occupation des sols
L'occupation des sols de la commune, telle qu'elle ressort de la base de données européenne d’occupation biophysique des sols Corine Land Cover (CLC), est marquée par l'importance des territoires agricoles (89,7 % en 2018), une proportion sensiblement équivalente à celle de 1990 (89,8 %). La répartition détaillée en 2018 est la suivante : 
terres arables (62,8 %), prairies (13,7 %), zones agricoles hétérogènes (13,2 %), forêts (10,1 %), zones urbanisées (0,2 %). L'évolution de l’occupation des sols de la commune et de ses infrastructures peut être observée sur les différentes représentations cartographiques du territoire : la carte de Cassini (XVIIIe siècle), la carte d'état-major (1820-1866) et les cartes ou photos aériennes de l'IGN pour la période actuelle (1950 à aujourd'hui).

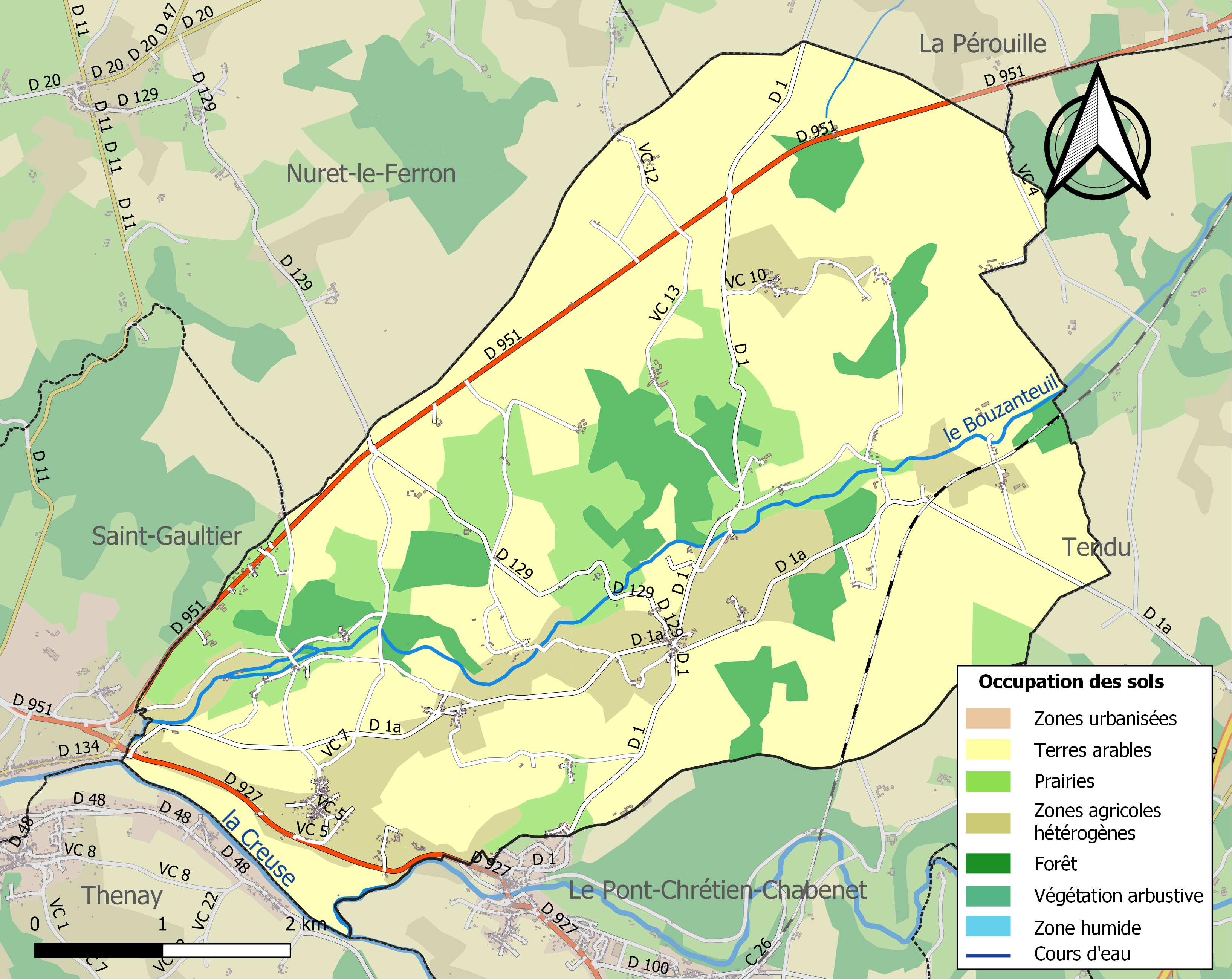
Carte des infrastructures et de l'occupation des sols de la commune en 2018 (CLC).

### Logement
Le tableau ci-dessous présente le détail du secteur des logements de la commune :
| Date du relevé                                              | 2013   | 2015   |
| Nombre total de logements                                   | 353    | 364    |
| Résidences principales                                      | 77,5 % | 76,9 % |
| Résidences secondaires                                      | 13,3 % | 14,8 % |
| Logements vacants                                           | 9,2 %  | 8,3 %  |
| Part des ménages propriétaires de leur résidence principale | 84,9 % | 84,1 % |

### Risques majeurs
Le territoire de la commune de Chasseneuil est vulnérable à différents aléas naturels : météorologiques (tempête, orage, neige, grand froid, canicule ou sécheresse), inondations, feux de forêts et séisme (sismicité faible). Il est également exposé à un risque technologique, la rupture d'un barrage. Un site publié par le BRGM permet d'évaluer simplement et rapidement les risques d'un bien localisé soit par son adresse soit par le numéro de sa parcelle.

#### Risques naturels
Certaines parties du territoire communal sont susceptibles d’être affectées par le risque d’inondation par débordement de cours d'eau, notamment la Bouzanne et le Bouzanteuil. La commune a été reconnue en état de catastrophe naturelle au titre des dommages causés par les inondations et coulées de boue survenues en 1982, 1990, 1999, 2008 et 2016,.
Pour anticiper une remontée des risques de feux de forêt et de végétation vers le nord de la France en lien avec le dérèglement climatique, les services de l’État en région Centre-Val de Loire (DREAL, DRAAF, DDT) avec les SDIS ont réalisé en 2021 un atlas régional du risque de feux de forêt, permettant d’améliorer la connaissance sur les massifs les plus exposés. La commune, étant pour partie dans le massif de Luzeraize, est classée au niveau de risque 4, sur une échelle qui en comporte quatre (1 étant le niveau maximal).

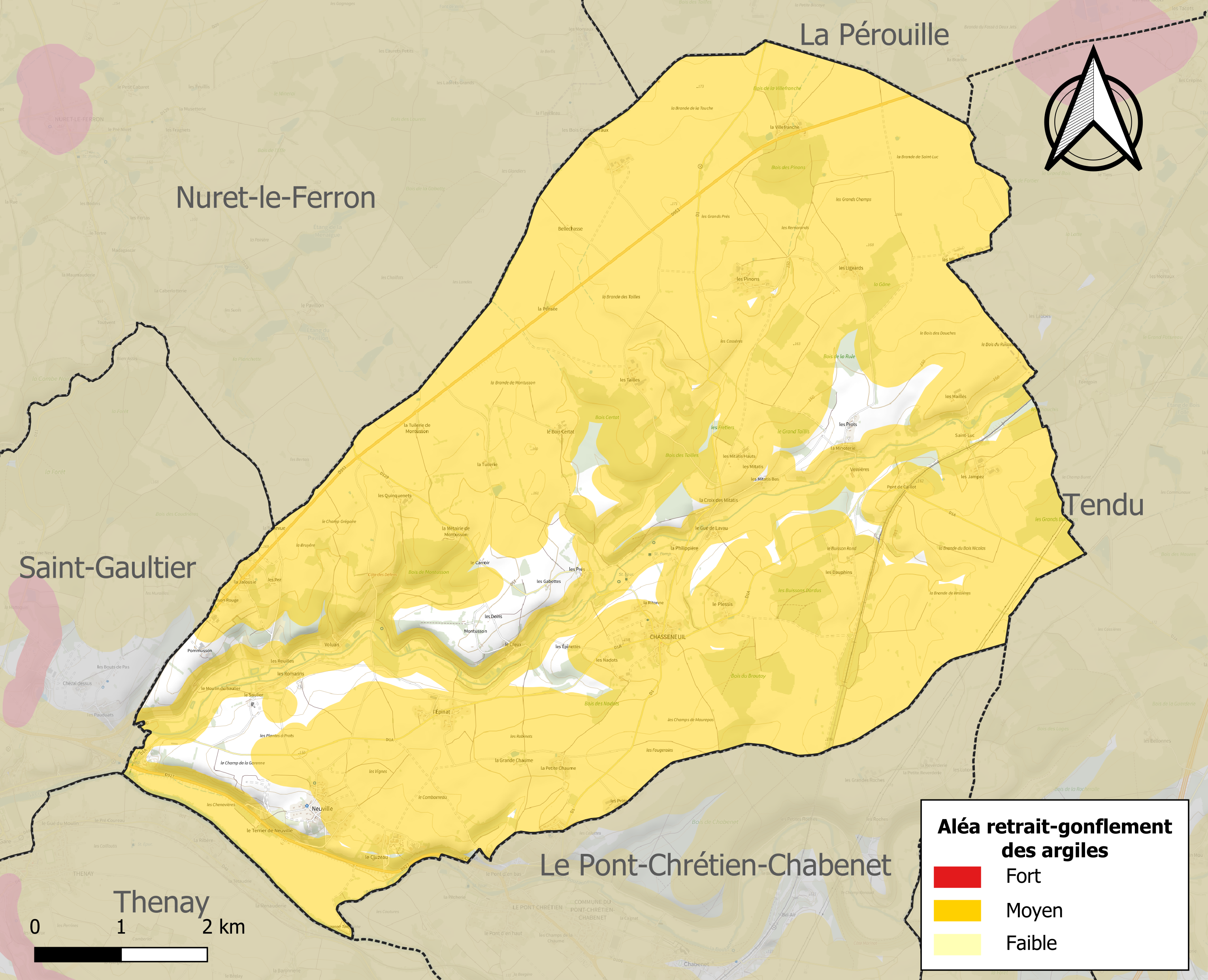
Carte des zones d'aléa retrait-gonflement des sols argileux de Chasseneuil.

Le retrait-gonflement des sols argileux est susceptible d'engendrer des dommages importants aux bâtiments en cas d’alternance de périodes de sécheresse et de pluie. 90,7 % de la superficie communale est en aléa moyen ou fort (84,7 % au niveau départemental et 48,5 % au niveau national). Sur les 375 bâtiments dénombrés sur la commune en 2019, 319 sont en aléa moyen ou fort, soit 85 %, à comparer aux 86 % au niveau départemental et 54 % au niveau national. Une cartographie de l'exposition du territoire national au retrait gonflement des sols argileux est disponible sur le site du BRGM,.
Concernant les mouvements de terrains, la commune a été reconnue en état de catastrophe naturelle au titre des dommages causés par la sécheresse en 1989, 2009, 2016, 2018 et 2019 et par des mouvements de terrain en 1999.

#### Risques technologiques
La commune est en outre située en aval du Barrage d'Éguzon, de classe A et faisant l'objet d'un PPI, mis en eau en 1926, d’une hauteur de 58 mètres et retenant un volume de 57,3 millions de mètres cubes. À ce titre elle est susceptible d’être touchée par l’onde de submersion consécutive à la rupture de cet ouvrage.

## Toponymie
Le nom est attesté sous les forme Foresta de Chassinolio en 1218, de Chassinolio en 1226, Chassenoyl en 1292, Chassanolio en 1327, Parrochia de Chacenolio en 1335, Chassignolio en 1351, Parossia de Chasseneilh en 1425, Chassenoil en 1483, Chasseneih en 1531, Chasseneul en 1591, Chassoneul en 1601, Chassongneuil en 1628, et pour finir Chassigneul en 1667. Le toponyme Chasseneuil est issu du gaulois cassano signifiant « chêne », suivi du suffixe -ialo signifiant « clairière ». Il signifie donc « clairière des chênes »,
Ses habitants sont appelés les Cassinolais.

## Histoire
La commune fut aussi rattachée du 27 décembre 1993 au 31 décembre 2016 à la communauté de communes du pays d'Argenton-sur-Creuse. Depuis le premier janvier 2017 elle appartient à la communauté de communes Éguzon - Argenton - Vallée de la Creuse.

## Politique et administration
La commune dépend de l'arrondissement de Châteauroux, du canton d'Argenton-sur-Creuse, de la deuxième circonscription de l'Indre et de la communauté de communes Éguzon - Argenton - Vallée de la Creuse.
| Période                                  | Période   | Identité        | Étiquette | Qualité                                                                   |
| ---------------------------------------- | --------- | --------------- | --------- | ------------------------------------------------------------------------- |
| 1954                                     | 1982      | René Touzet     | GD        | Sénateur de l'Indre (1971-1982) Conseiller général de l'Indre (1973-1982) |
| 1982                                     | mars 2001 | Rolande Touzet, | ?         | ?                                                                         |
| mars 2001,                               | En cours  | Claude Dauzier  | UMP-LR    | Agent immobilier                                                          |
| Les données manquantes sont à compléter. |           |                 |           |                                                                           |

## Population et société

### Démographie
L'évolution du nombre d'habitants est connue à travers les recensements de la population effectués dans la commune depuis 1793. Pour les communes de moins de 10 000 habitants, une enquête de recensement portant sur toute la population est réalisée tous les cinq ans, les populations de référence des années intermédiaires étant quant à elles estimées par interpolation ou extrapolation. Pour la commune, le premier recensement exhaustif entrant dans le cadre du nouveau dispositif a été réalisé en 2007.

En 2022, la commune comptait 710 habitants, en évolution de +2,16 % par rapport à 2016 (Indre : −3 %, France hors Mayotte : +2,11 %).
| 1793 | 1800 | 1806 | 1821  | 1831  | 1836  | 1841  | 1846  | 1851  |
| ---- | ---- | ---- | ----- | ----- | ----- | ----- | ----- | ----- |
| 450  | 856  | 892  | 1 070 | 1 053 | 1 070 | 1 038 | 1 070 | 1 147 |

| 1856  | 1861  | 1866  | 1872  | 1876  | 1881  | 1886  | 1891  | 1896  |
| ----- | ----- | ----- | ----- | ----- | ----- | ----- | ----- | ----- |
| 1 091 | 1 049 | 1 075 | 1 127 | 1 100 | 1 198 | 1 184 | 1 145 | 1 067 |

| 1901  | 1906  | 1911  | 1921 | 1926 | 1931 | 1936 | 1946 | 1954 |
| ----- | ----- | ----- | ---- | ---- | ---- | ---- | ---- | ---- |
| 1 073 | 1 100 | 1 107 | 975  | 939  | 822  | 767  | 787  | 760  |

| 1962 | 1968 | 1975 | 1982 | 1990 | 1999 | 2006 | 2007 | 2012 |
| ---- | ---- | ---- | ---- | ---- | ---- | ---- | ---- | ---- |
| 766  | 683  | 594  | 573  | 580  | 620  | 649  | 653  | 684  |

| 2017 | 2022 | - | - | - | - | - | - | - |
| ---- | ---- | - | - | - | - | - | - | - |
| 702  | 710  | - | - | - | - | - | - | - |

### Enseignement
La commune ne possède pas de lieu d'enseignement.

### Équipement culturel
Elle dispose aussi d'une salle des fêtes.

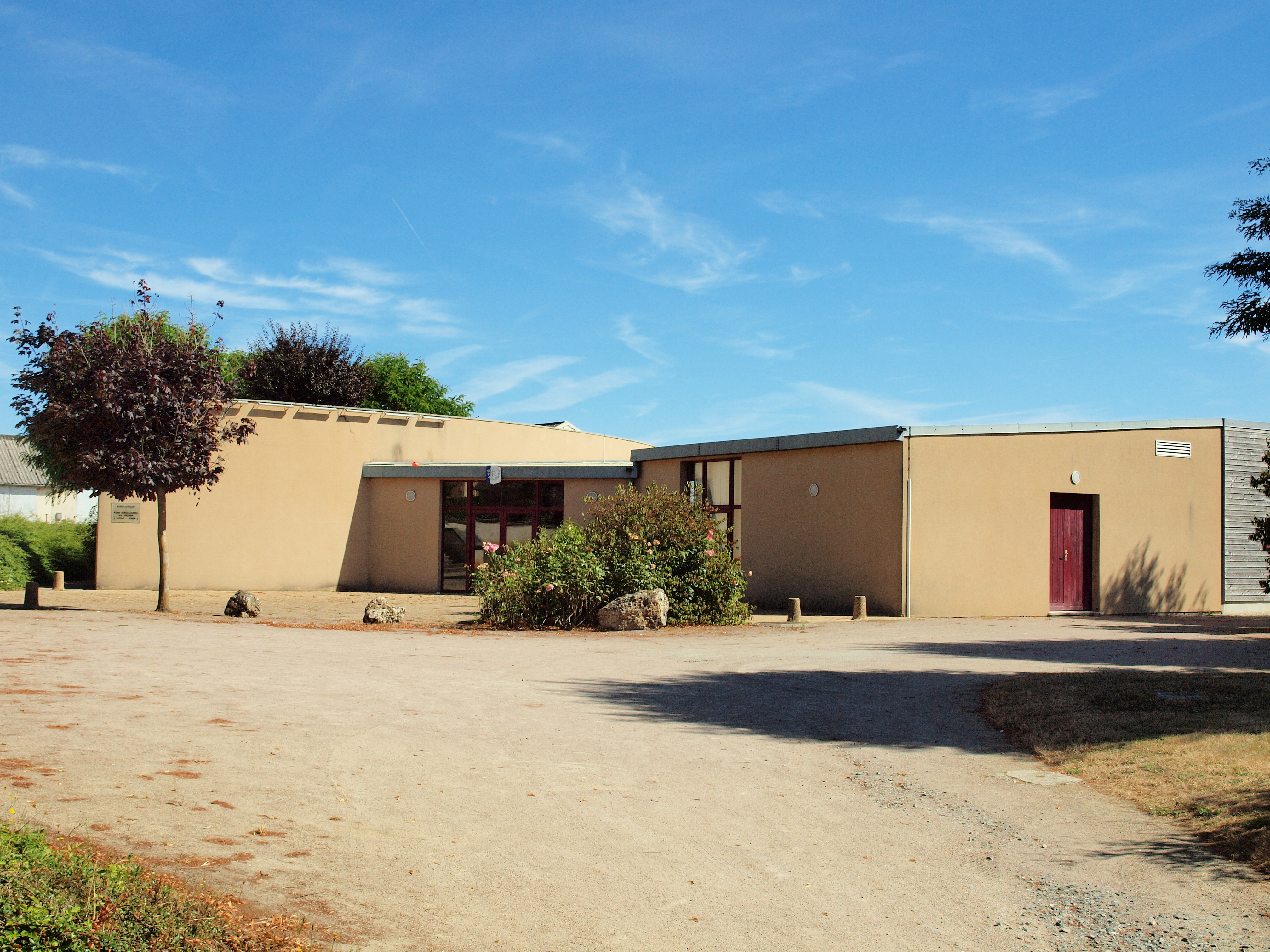
La salle des fêtes en 2016.

### Médias
La commune est couverte par les médias suivants : La Nouvelle République du Centre-Ouest, Le Berry républicain, L'Écho - La Marseillaise, La Bouinotte, Le Petit Berrichon, L'Écho du Berry, France 3 Centre-Val de Loire, Berry Issoudun Première, Vibration, Forum, France Bleu Berry et RCF en Berry.

## Économie
La commune se situe dans la zone d’emploi de Châteauroux et dans le bassin de vie d’Argenton-sur-Creuse.
La commune se trouve dans l'aire géographique et dans la zone de production du lait, de fabrication et d'affinage du fromage Valençay.

## Culture locale et patrimoine
- Ruines du château du Saulier (XVe siècle).
- Église Saint-Martin (XIIe siècle) : l'église a été fortement restaurée au XIXe siècle et en 2002.
- Chapelle Saint-Luc (XVIIe siècle).
- Monument aux morts.
- Calvaire de l'église.
- Calvaire du cimetière.
- Puits.
- Cimetière communal.

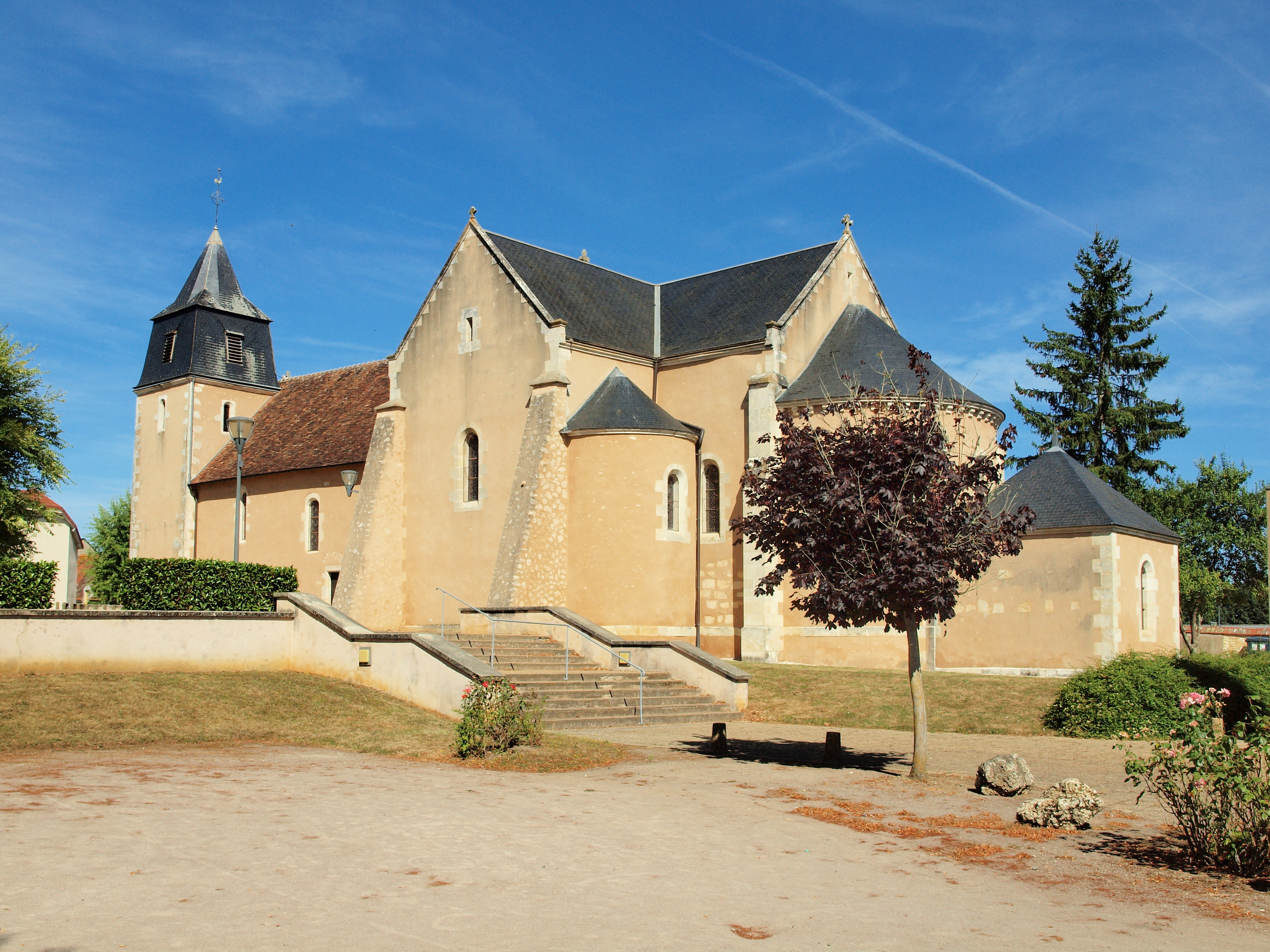
L'église Saint-Martin en 2016.
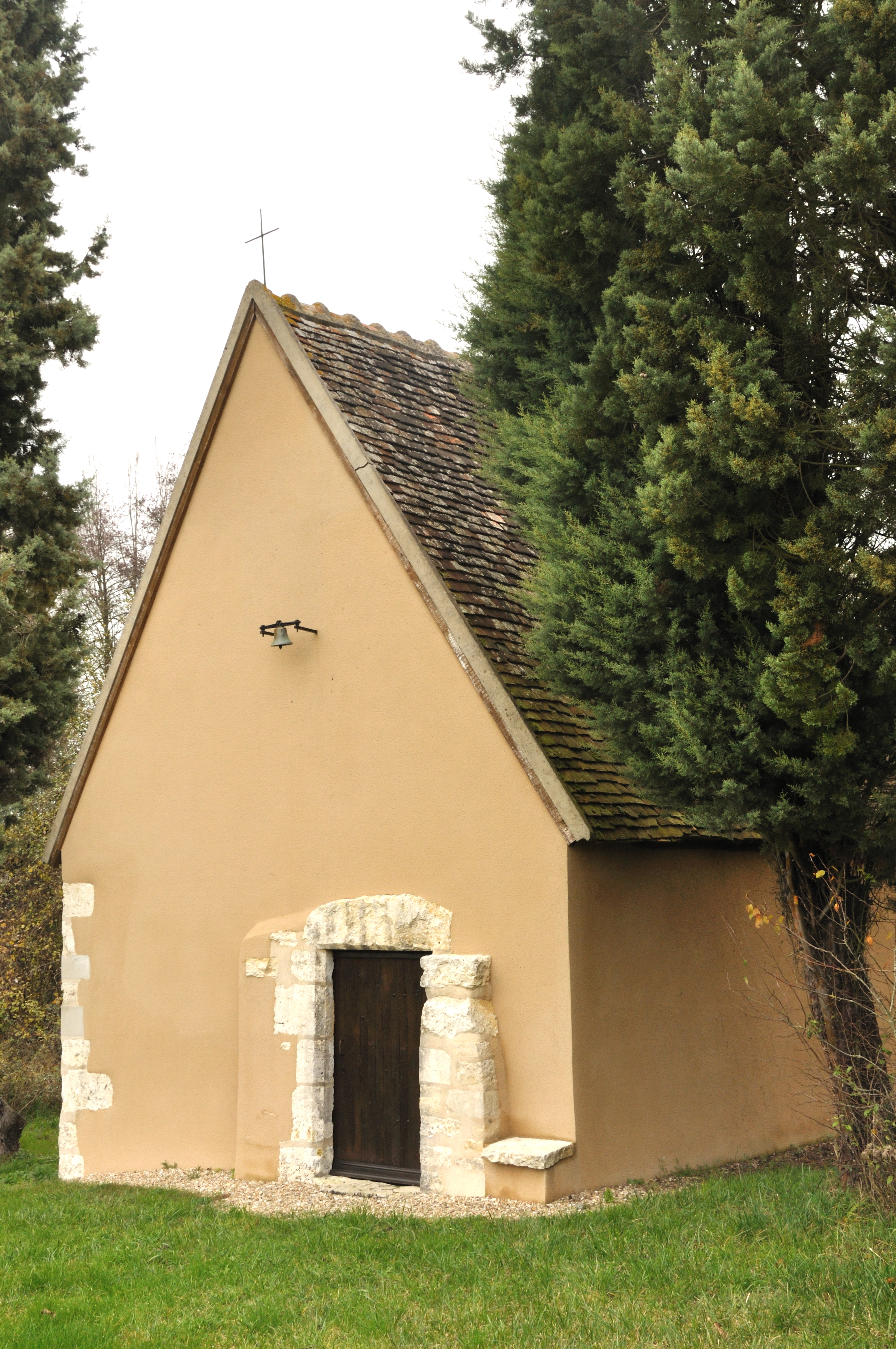
La chapelle Saint-Luc en 2011.
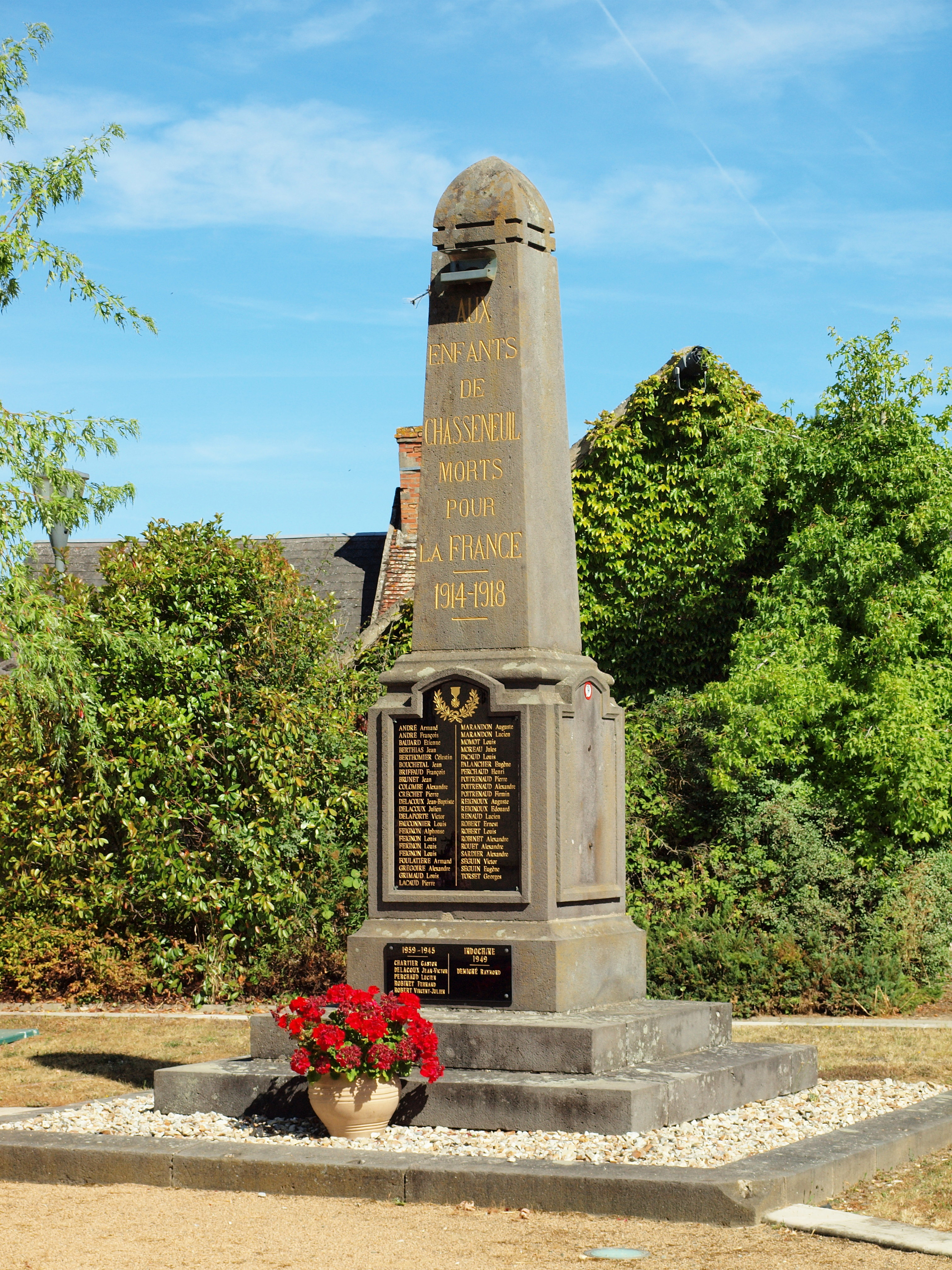
Le monument aux morts en 2016.
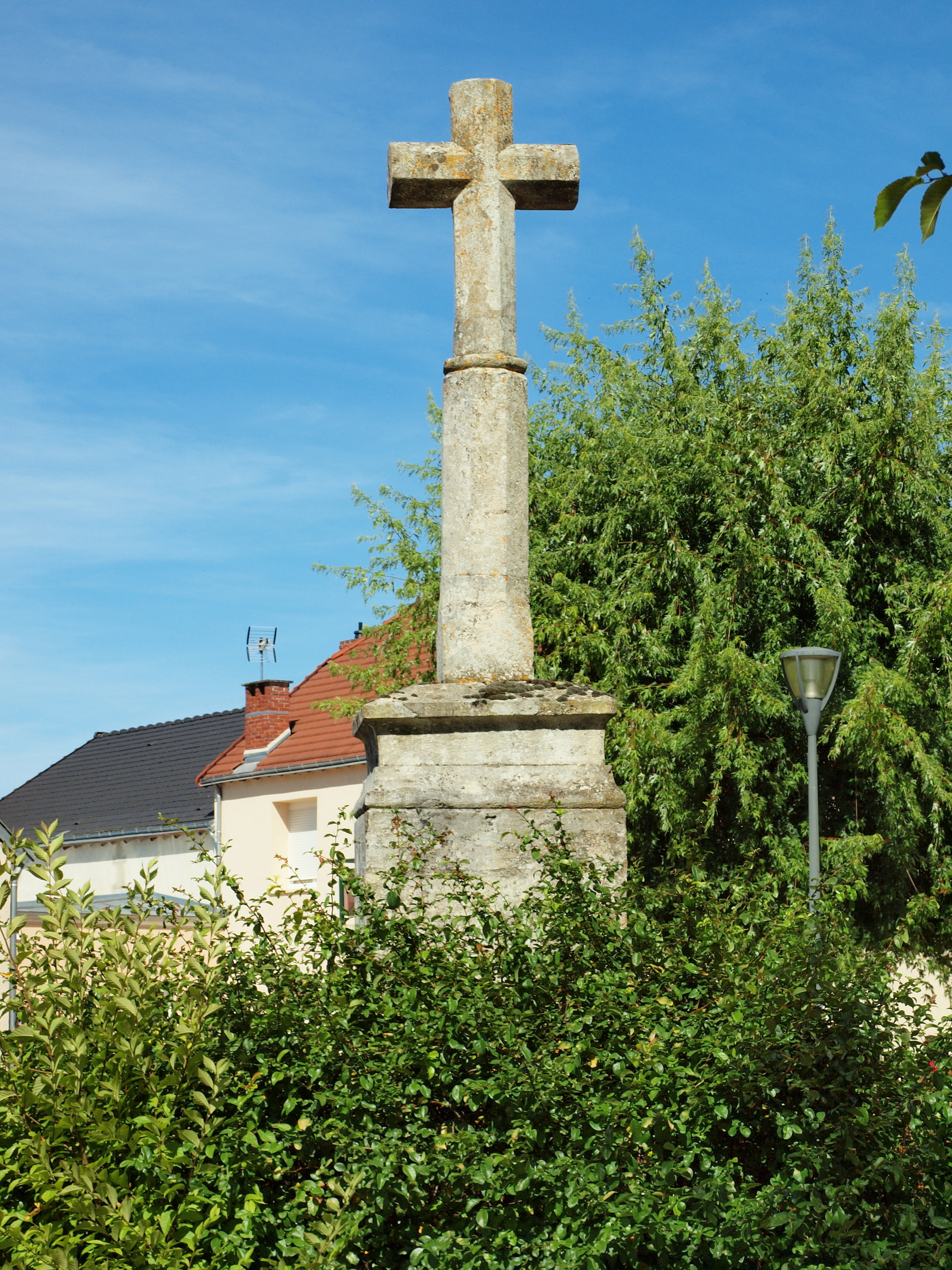
Le calvaire de l'église en 2016.

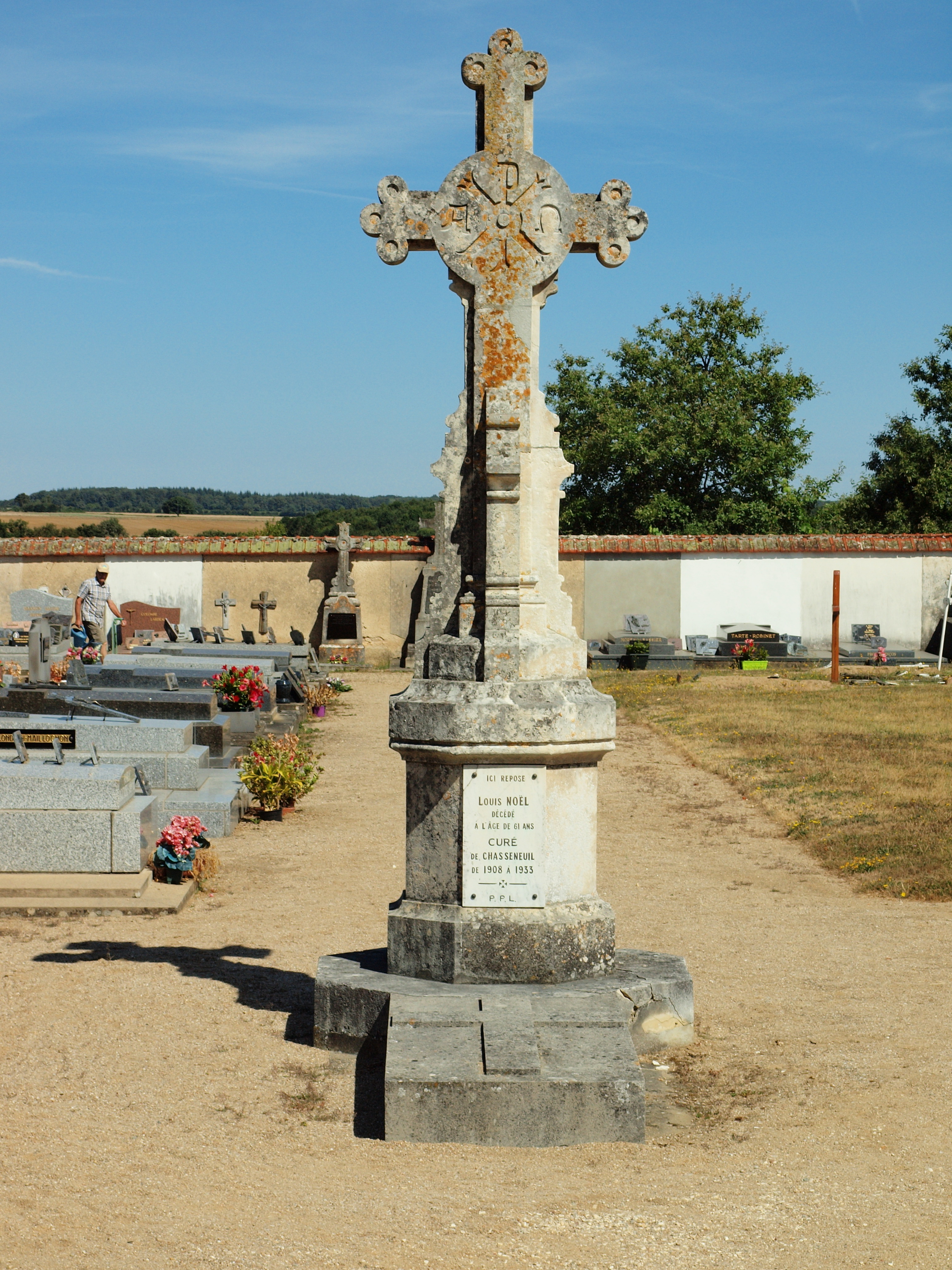
Le calvaire du cimetière en 2016.
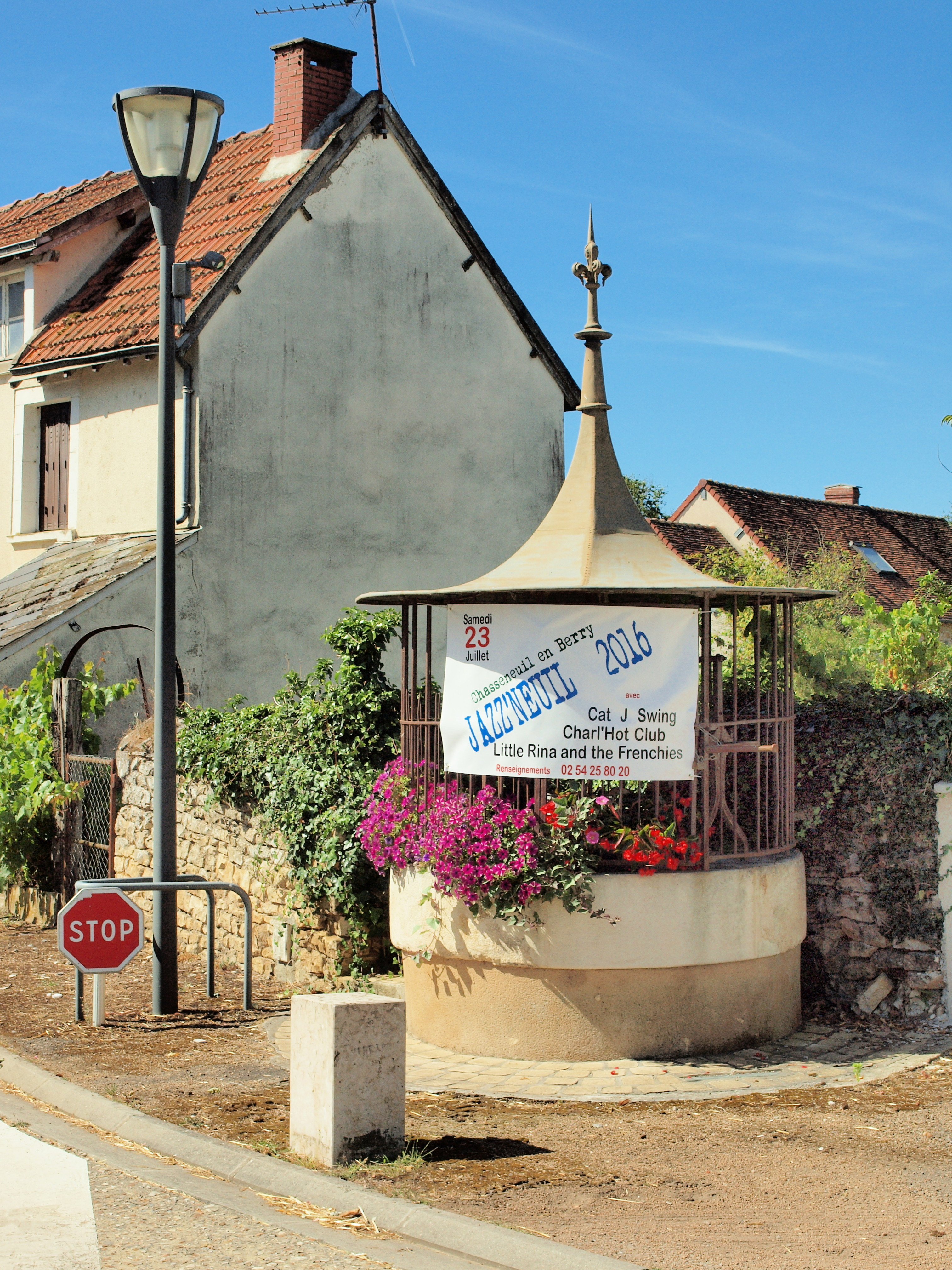
Le puits en 2016.
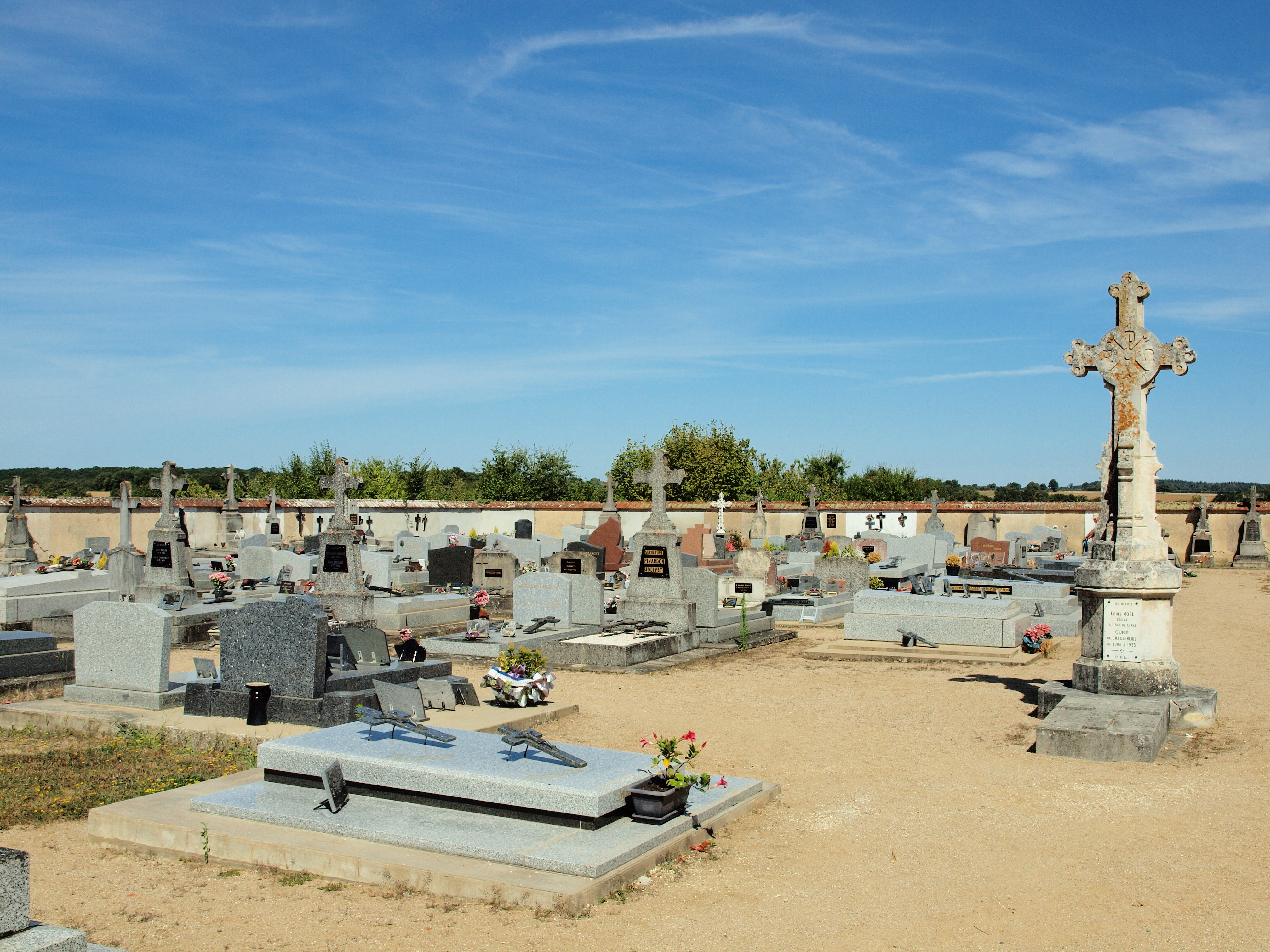
Le cimetière communal en 2016.

### Personnalités liées à la commune
- René Touzet (1918-1982), homme politique français.